# 1832년 선거법 개정

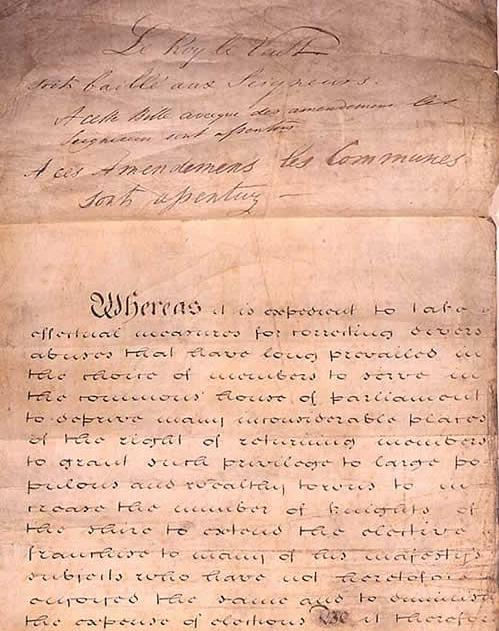
윌리엄 4세가 재가한 1832년 선거법 개정.

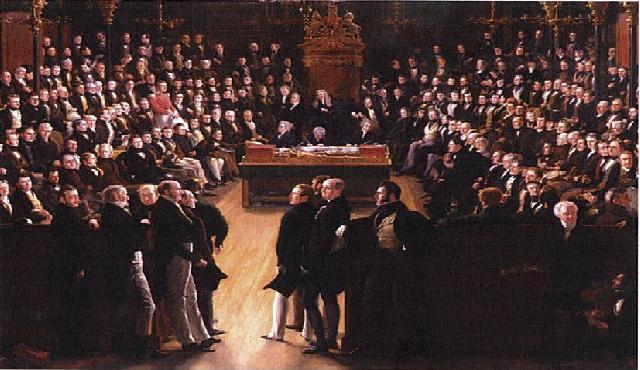
선거법 개정안이 통과된 것을 기념하는 조지 헤이터의 그림. 개정 선거법에 따른 첫 총선을 통해 구성된 의회가 1833년 2월 5일 세인트 스티븐 성당에서 개최한 첫 번째 회기를 묘사하고 있다. 전방에는 상원 의원들이, 왼쪽에는 제2대 그레이 백작 찰스 그레이과 제2대 멜버른 자작 윌리엄 램 등 휘그당 의원들이, 오른족에는 제1대 웰링턴 공작 아서 웰즐리 등 토리당 의원들의 모습이 보인다.

1832년 국민대표법(Representation of the People Act 1832) 또는 1832년 선거법 개정(Reform Act 1832)은 잉글랜드 웨일스의 선거 제도를 개혁한 영국의 의회법이다.
당시 영국에서는 자치구별 유권자 수의 차이가 매우 컸다. 또한 제11대 노퍽 공작 찰스 하워드가 제11선거구를 장악하고 있듯이 하나의 선거구에서 특정 세력의 후원을 받아 당선되는 경우가 많았다. 토지 소유자에게만 선거권을 부여하거나 취사가 가능한 스토브를 소유한 가정의 세대주에게만 선거권을 부여하는 등 지역별로 선거 제도도 각양각색이었다. 국민대표법 서문에서 '오래도록 만연하고 있는 서민원 구성원의 선출 방식을 바로잡는다'고 언급했듯이 이는 시급히 해결해야 할 주요 과제였다.
기득권층은 오랫동안 개혁의 목소리를 외면했지만 더 이상 이를 막을 수 없게 되자 제2대 그레이 백작 찰스 그레이가 이끄는 휘그당이 선거법 개정안을 제출했고 오랫동안 정권을 담당하고 있다가 야당이 되었던 토리당의 거센 반발에도 불구하고 여론을 등에 업고 통과시켰다. 이를 계기로 유권자 수가 지나치게 적거나 특정 후원자의 입김을 강하게 받는 부패 선거구를 상당수 폐지할 수 있었고 산업 혁명의 과정에서 성장한 신흥 도시에 많은 의석이 할당되었다. 한편 투표권을 행사할 수 있는 범위를 넓혀 성인 남성의 20%가 유권자가 될 수 있었다.
이후 같은 해에 아일랜드와 스코틀랜드에서도 비슷한 내용의 법률안이 통과되어 마찬가지로 유권자 수가 늘어났다.

## 선거법 개정 이전의 하원

### 선거구

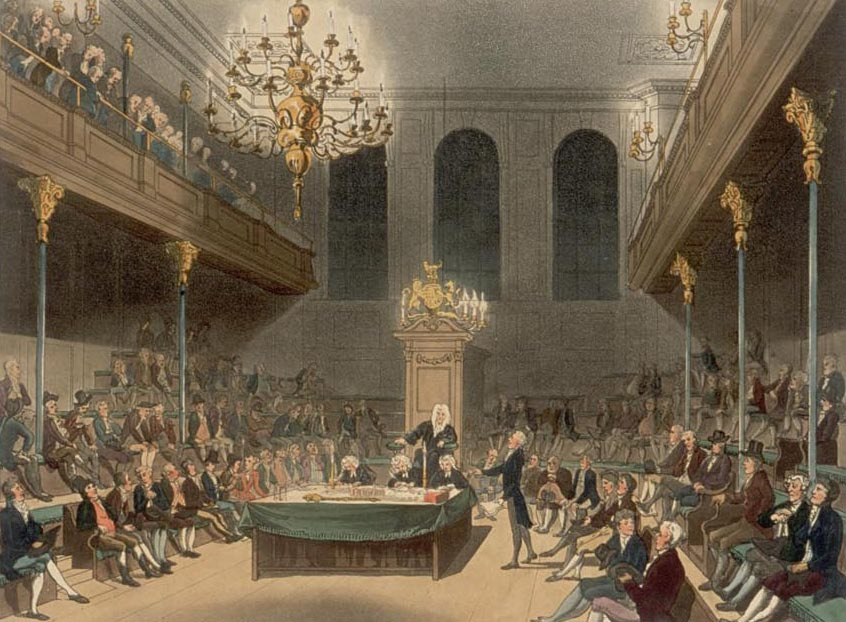
영국 하원. 서민원이라고도 한다.

1800년 연합법이 시행되면서 하원의 의원 정수는 658명이 되었으며 이 중에서 513명이 잉글랜드 웨일스를 대표했다. 선거구는 크게 주 선거구와 자치구 선거구로 나뉘어져 있었는데 전반적으로 주 선거구는 지주를, 자치구 선거구는 상인을 대표했다. 주는 8세기부터 16세기에 걸쳐 만들어진 잉글랜드의 지방행정구역으로 선거구뿐 아니라 법원이나 민병대의 구분 기준이었다. 몬머스셔 선거구를 제외한 웨일스와 스코틀랜드의 주 선거구는 1인 선거구였고 잉글랜드와 아일랜드의 주 선거구는 2인 선거구였지만 1826년 그램파운드 선거구가 폐지되고 요크셔 선거구가 4인 선거구가 되었다.
한편 자치구 선거구는 필요할 때마다 임기응변식으로 만들어졌기에 작은 마을부터 큰 도시까지 규모가 다양했다. 자치구 선거구가 처음 등장한 것은 중세인데 이 당시에는 자치구의 정확한 정의가 없어 주장관이 자의로 선거구를 지정했다. 이때 만들어진 자치구 선거구 중에는 윈첼시 선거구나 던위치 선거구처럼 처음엔 많은 인구를 자랑했으나 훗날 쇠락하여 인구가 급감했음에도 불구하고 여전히 2명의 의원을 선출하는 경우도 생겼다.
이러한 선거구를 부패 선거구라 한다. 자치구 선거구의 창설권이 튜더 왕조 무렵에는 주장관에서 국왕으로 옮겨왔지만 대부분의 국왕은 집락의 실태를 파악하지 않고 임기응변식으로 선거구를 설치했고 그 결과 튜더 왕조의 국왕이 잉글랜드에 새로 만든 70개의 자치구 선거구 중에서 31개가 훗날 폐지되었다. 17세기에는 수세기에 걸쳐 폐지되었던 15개의 자치구 선거구가 재창설되어 문제가 더욱 복잡해졌다. 1661년에 뉴어크 선거구가 창설된 것을 끝으로 더 이상 자치구 선거구는 늘어나지 않았고 그램파운드 선거구가 폐지된 것을 제외하고는 1832년까지 선거구에 변동은 없었다.
잉글랜드의 자치구 선거구는 대부분이 2인 선거구였지만 애빙던, 밴베리, 히검 페러즈, 뷰들리, 몬머스 선거구는 1인 선거구였으며 시티오브런던, 웨이머스 멜컴리지스 선거구는 4인 선거구였다. 또한 웨일스의 자치구 선거구는 모두 1인 선거구였다.

### 투표권
헨리 6세 때인 1430년과 1432년에 제정된 법을 통해 주 선거구의 투표권 규정이 통일됐다. 이로써 40실링 이상의 가치가 있는 피심플(Fee simple) 혹은 토지를 가진 사람은 투표권을 행사할 수 있게 되었다. 하지만 시대가 흐르면서 물가가 상승하는 인플레이션을 고려하지 않은 이 법률은 자연스럽게 투표권을 행사할 수 있도록 하는 토지의 면적을 줄여 나갔다. 또한 투표권은 남성에게만 주어졌지만 이는 성문법이 아닌 관습법에 의한 것이었기에 여성이 피심플을 소유하면 투표권이 주어지는 경우가 드물게나마 존재했다.
그러나 잉글랜드 시민의 대부분은 투표권을 행사할 만한 피심플 혹은 토지를 가지지 못했고 1831년 잉글랜드 주 선거구에서 총 유권자 수는 20만 명에 불과했다. 선거구별로 인구 차이도 심각해 러틀랜드 선거구와 앵글시 선거구의 경우 유권자 수가 천 명에도 미치지 못했지만 요크셔 선거구는 2만 명이 넘었다. 선거구에 거주하고 있어야 한다는 규정이 없었기에 피심플을 소유하고 있는 선거구 모두에서 투표권을 행사할 수도 있었다.
자치구 선거구는 더 심각해 주 선거구와 달리 통일된 투표권 규정조차 없었다. 자치구 선거구의 투표권은 크게 △자유시민에게 투표권을 부여하는 선거구 △시민세(Scot and lot)를 지불하는 사람에게 투표권을 부여하는 선거구 △도시 토지 보유권(Burgage)에 근거한 자산을 가진 사람에게 투표권을 부여하는 선거구 △도시단체(corporation) 구성원에게 투표권을 부여하는 선거구 △남성 세대주에게 투표권을 부여하는 선거구 △토지 소유자에게 투표권을 부여하는 선거구 등 여섯 가지로 구분할 수 있다. 일부 선거구는 여러 개의 규정을 동시에 적용했으며 여섯 개의 범주에 속하지 않는 독특한 방식을 적용한 선거구도 많았다.
자치구 선거구 중에 규모가 가장 컸던 것은 웨스트민스터 선거구로 총 유권자 수는 1만 3,000명이었다. 규모가 작은 선거구들은 대체로 부패 선거구의 성격을 지녔으며 총 유권자 수도 100명을 밑돌았다. 잘 알려진 부패 선거구는 올드 새럼 선거구인데 선거구 내에 도시 토지 보유권이 13개 있었지만 일반적으로 6명 정도가 투표권을 행사했다. 그 외에도 개턴 선거구(유권자 수 7명), 카멜포드 선거구(유권자 수 25명), 던위치 선거구(유권자 수 32명) 등의 부패 선거구가 존재했다.

#### 여성 투표권
제러미 벤담은 1817년 『의회개혁안』을 쓰면서 잉글랜드에서 처음으로 여성 투표권을 주장했다. 제임스 밀은 1820년에 쓴 『통치론』을 통해 여성 투표권이 불필요하다고 주장했지만 윌리엄 톰프슨과 안나 휠러는 1825년 밀의 주장을 반박하는 글을 쓰는 등 여성 투표권 논의가 진척되기 시작했다.
최종적인 선거법 개정안은 남성에 한하여 투표권을 부여하기로 규정하여 여성의 투표를 금지하는 최초의 성문법이라는 불명예를 안고 말았다. 그리고 그 여파로 여성의 선거권 논쟁에 불을 붙이는 원인을 제공했다. 1850년 성문법에서 'He'와 같은 남성형 단어가 사용되었을 때 특별한 사정이 없는 한 여성도 포함되는 것으로 받아들여야 한다는 해석이 나왔지만 1868년 판례에서 최종적으로 여성 투표권은 인정되지 않는다는 것이 확인되었다. 1872년 판례에서도 기혼 여성의 지방선거 투표권은 부정되었다.

### 부패 선거구와 정치의 부패

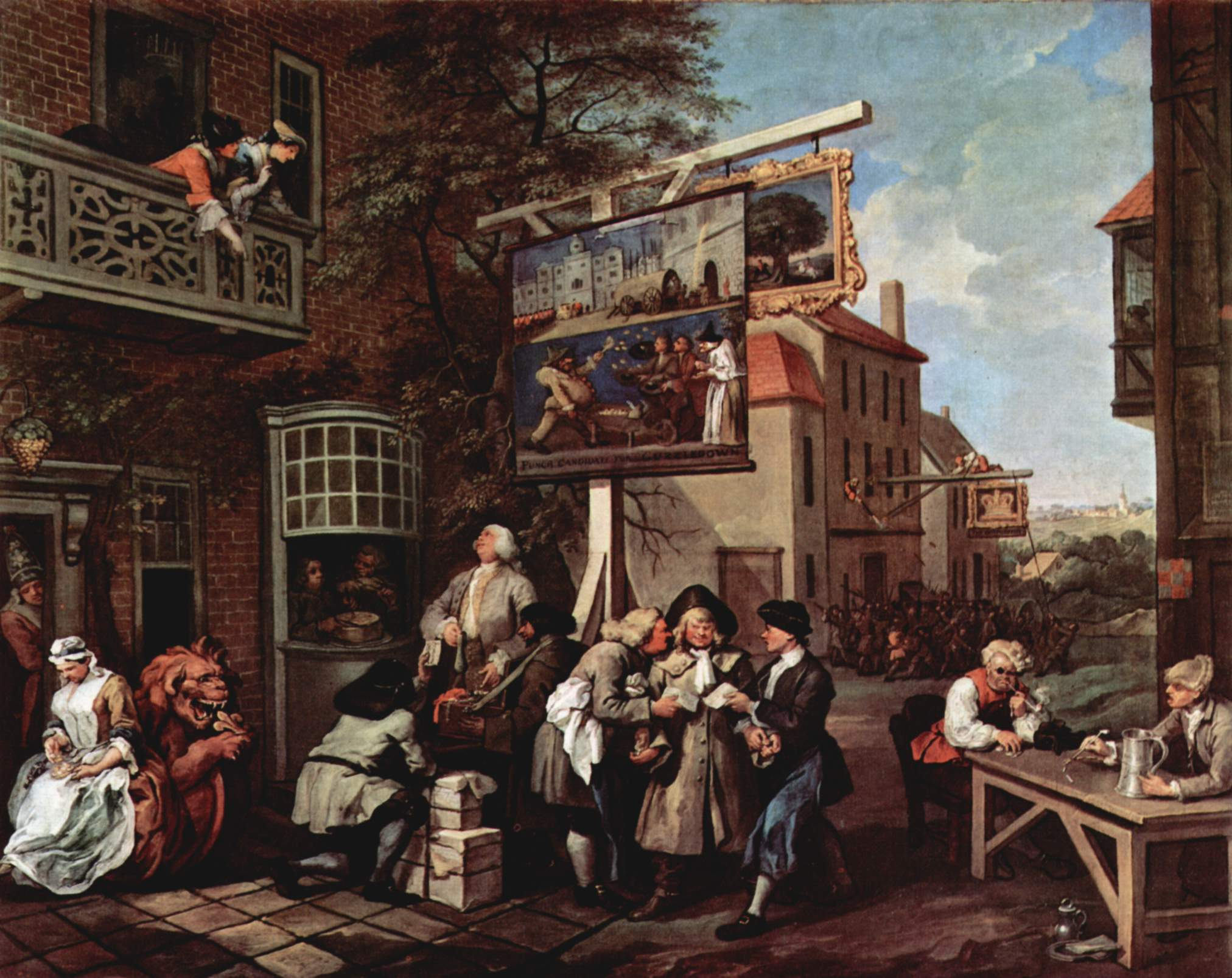
윌리엄 호가스의 선거의 유머 시리즈 중 하나인 표를 위한 유세. 당시 선거 운동 때 흔히 보였던 고질적인 정치 부패를 묘사했다.

당시에는 많은 선거구에서 특정 세력의 지원을 받은 정치인이 당선되거나 심지어는 지명을 통해 의원이 되는 경우가 많았다. 특정 세력은 귀족이나 지주인 경우가 대부분이었고 이들은 영향력, 명성, 금전 등을 통해 유권자를 움직여 원하는 후보를 당선시킬 수 있었다. 이런 부패 선거구 현상은 상대적으로 인구가 적은 선거구에서 자주 발생했는데 제11대 노퍽 공작 찰스 하워드가 제11선거구를, 제1대 론즈데일 백작 제임스 로더가 제9선거구를 지배한 것이 대표적인 사례였다. 작가 시드니 스미스는 1821년 "이 나라에는 러틀랜드 공작, 론즈데일 백작, 뉴캐슬 공작 외 20명의 자치구 소유자가 있다. 그들은 우리의 주인이다!"라고 탄식했다. 의회사가 토머스 올드필드도 잉글랜드 웨일스를 대표하는 514명의 의원 중 약 370명이 180명의 후원자를 통해 선출되었다고 지적했다. 이러한 부패 선거구의 의원들은 후원자의 뜻을 거스르면 다음 선거에선 당선되지 못했다.
일부 선거구는 지주의 지배를 받아 부정 선거의 온상이 되었다. 뉴 쇼어햄 선거구는 100명 안팎의 유권자들이 있었는데 이들 중 81명이 크리스찬 클럽이란 조직을 결성해 가장 많은 돈을 낸 인물에게 자치구를 팔아버렸던 사건이 1771년 세상에 알려졌다. 부정 선거로 가장 악명 높았던 것은 나바브로 일부 선거구에서는 귀족과 지역 명사로부터 지배권을 탈취하는 경우도 있었다. 1760년대 총리를 지낸 제1대 채텀 백작 윌리엄 피트는 "해외에서 돈을 모은 자가 의회에 무리하게 입성한다. 연발하는 부정 행위에 저항할 수 있는 세습 재산은 없다"라고 말했다.

## 선거법 개정을 향한 움직임

### 초기 시도

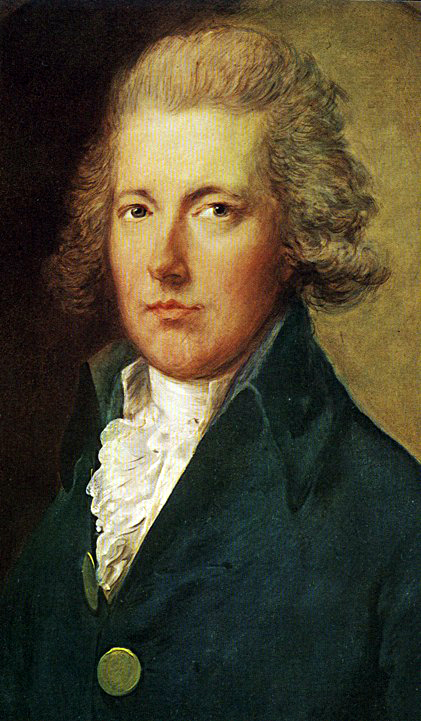
18세기 초 의회 개혁을 옹호했던 윌리엄 피트.

1640년대 잉글랜드는 국왕 찰스 1세와 그를 지지하는 기사당이 원두당과 대립하고 있었고 이는 잉글랜드 내전으로 이어졌다. 내전에서 승리한 원두당은 1647년 퍼트니 논쟁을 통해 정부 개혁을 추진했다. 급진적 성향의 수평파는 보통선거 실시와 선거구 개정을 주장했고 리더인 토머스 레인즈버러는 "정부의 통치를 받는 사람은 우선 정부에 속하는 것에 동의해야 한다는 것은 명백하다"라고 선언했다.
보수파는 이에 반대하며 토지 소유자만이 투표권을 행사해야 한다고 주장했다. 예를 들어 헨리 아이어턴은 "이 왕국에 영원하고 고정적인 이익을 가지지 않는 사람에게는 왕국의 사무를 정할 권리가 없다"라고 주장했다. 두 세력의 대립은 보수파의 승리로 끝났고 1649년 왕정 폐지 이후 권력을 잡은 올리버 크롬웰은 보통선거 실시를 거부하고 200파운드 이상의 재산을 소유한 사람에게만 투표권을 부여했다. 다만 크롬웰도 선거구 개정에는 동의하여 작은 자치구 선거구를 몇 개 폐지하고 맨체스터 선거구나 리즈 선거구와 같은 큰 도시의 선거구를 새로 만들었고 인구가 많은 주 선거구의 의원 정수도 늘렸다. 하지만 크롬웰이 죽은 뒤인 1659년 새로운 선거법은 바로 폐지되고 찰스 1세 시절의 법으로 되돌아갔다.
1660년 왕정복고 이후 의회 개혁의 목소리는 잦아들었다. 하지만 1760년대 휘그당 출신 제1대 채텀 백작 윌리엄 피트(대 피트)가 총리로 선출된 뒤 자치구 선거구를 '우리 헌법의 부패한 부분'이라고 부르면서 다시 의회 개혁 논제에 불을 붙였다. 다만 대 피트도 부패 선거구를 즉시 폐지할 것을 지지하지는 않았고 대신 그 영향력을 줄이기 위해 주 선거구의 정수를 1명 늘릴 것을 제안했다. 하지만 휘그당 내에서 교외 지역 선거구 출신 귀족들이 반대했고 젠트리 계층에 권력을 너무 많이 준다는 여론도 있어 결국 대 피트의 주장은 받아들여지지 않았다.
대 피트의 아들 윌리엄 피트(소 피트)는 아버지의 뒤를 이어 의회 개혁을 추진했다. 2만 명의 서명을 모아 의회 개혁안을 하원에 제출했지만 140표가 넘는 큰 차이로 하원은 이를 부결했다. 1783년 소 피트는 24세이라는 젊은 나이에 총리가 되었고 다시 의회 개혁을 추진했지만 대부분의 각료가 반대했고 국왕 조지 3세조차 소 피트를 지지하지 않았기에 찬성 174표 대 반대 248표로 또 부결되었다. 이후 소 피트는 더 이상 의회 개혁을 추진하지 않았다.

### 프랑스 혁명 이후
1789년 프랑스 혁명 일어나자 잉글랜드의 정치가들은 어떠한 정치 개혁도 지지하지 않겠다는 완강한 자세를 취하기 시작했고 의회 개혁은 사실상 좌초됐다. 제8대 로더데일 백작 제임스 메이틀랜드, 제2대 그레이 백작 찰스 그레이 등 휘그당 하원의원 28명이 주도하여 1792년 민우회가 결성돼 의회 개혁을 추진하는 일이 있었지만 여의치 못했다. 1793년 찰스 그레이가 민우회의 청원을 하원에 제출했는데 구체적인 개혁안이 아니라 하원이 의회 개혁을 추구해야 한다고 촉구한 것에 지나지 않았지만 프랑스 혁명의 여파로 개혁에 대한 반감이 강했던 하원은 200표가 넘는 큰 차이로 그레이의 청원을 부결했다. 그레이는 1797년 다시 청원을 제출했지만 이번에도 150표 차이로 부결됐다. 민우회 외에도 여러 조직들이 만들어졌지만 이들이 추구한 개혁은 보통선거 실시 등 민우회보다 더 급진적이어서 의회 내에서 거의 지지를 받지 못했다.
하지만 정치권의 분위기와 달리 여론의 압력은 더욱 거세지고 있었다. 프랑스 혁명이 끝나고 유럽의 정세가 안정될 무렵인 1819년 버밍엄 앞에서 개혁을 요구하는 대규모 집회가 열렸다. 당시 버밍엄은 자치구 선거구가 아니었기에 하원의원을 선출할 권리가 없었지만 집회에 참여한 사람들은 준남작 찰스 울슬리를 대의원으로 선출했다. 마찬가지로 의원 선출 권리가 없던 맨체스터도 대의원을 선출하기 위해 수만 명이 모여 집회를 열었으나 정부는 해산을 명했다. 시위대가 명령에 불복하자 정부는 요먼대를 동원해 무력 진압에 나서 11명의 사망자와 수백 명의 부상자가 발생하는 피털루 학살까지 일어났다. 이후 정부는 치안6법을 제정하고 그 중 하나인 선동집회금지법 규정을 적용해 주장관 혹은 치안판사의 허가 없이 50명 이상이 모이는 집회를 금지해 버렸다.

### 1820년대 선거법 개정 운동
하원의 뜻이 확고하자 개혁을 추구하는 의원들은 보다 더 소극적인 제안을 할 수밖에 없었다. 휘그당의 제1대 러셀 백작 존 러셀은 1820년에 부패로 악명 높은 그램파운드 선거구를 폐지하고 리즈에 의석 두 개를 할당할 것을 제안했다. 상원의 토리당은 의원들은 그램파운드 선거구 폐지에는 찬성했지만 공업도시에 의석을 넘겨주는 전례를 만들고 싶지 않아 피즈가 소속된 주인 요크셔에 의석을 할당하도록 수정했고 상원과 하원에서 차례대로 가결되었다. 러셀은 1828년에도 역시 부패 선거구인 펜린 선거구와 이스트 레트포드 선거구를 폐지하고 해당 의석을 맨체스터와 버밍엄에 넘겨주는 제안을 했지만 이번에는 부결됐다. 1830년에는 선거 부정이 드러난 세 개의 선거구를 폐지하고 그 의석을 리즈, 맨체스터, 버밍엄에 넘겨서 새 선거구를 만들 것을 제안했지만 이번에도 부결됐다.
그런데 1829년 제1대 웰링턴 공작 아서 웰즐리 내각이 아일랜드의 사회 불안에 대처하기 위해 1829년 로마 가톨릭 해방법을 제출했다. 당시 아일랜드의 기독교도들은 정부의 핍박을 받고 있었고 공직과 관련한 권한을 누릴 수 없었는데 이를 폐지하는 것이 법률의 골자였다. 그런데 이를 잉글랜드 국교회에 대한 위협으로 인식한 토리당의 초보수파 세력들이 비국교회가 많은 잉글랜드 북부 도시 맨체스터와 리즈에 선거구를 새로 만드는 안에 찬성하는 쪽으로 돌아섰다.

## 선거법 개정 과정

### 첫 번째 개정안

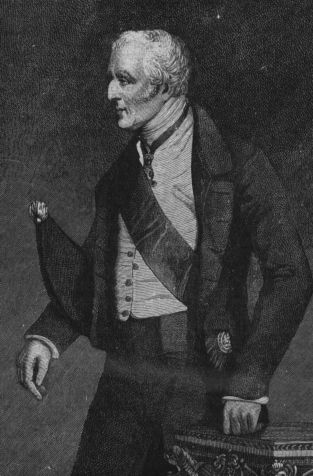
선거법 개정에 맹렬히 반대했던 토리당 출신 총리 웰링턴.

1830년 6월 26일 국왕 조지 4세가 붕어하자 법률의 규정에 따라 의회는 해산하고 총선거가 시행됐다. 이전 의회(1826년~1830년)에서 선거 개혁에 대한 논의가 활발했기에 이번 선거에서도 선거 개혁이 주요 의제로 부상했다. 잉글랜드 각지에서는 정치 연합이 만들어졌고 토머스 애트우드가 이끄는 버밍엄 정치 연합이 가장 큰 영향력을 지녔다. 이들 정치 연합은 청원을 제출하거나 연설을 하는 등 합법적인 테두리 내에서 개혁을 추진했기에 대중의 지지도 두터웠다.
총선 결과 토리당은 원내 제1당 자리를 지켜냈지만 분열과 반목이 이어지고 있었고 선거 개혁 문제를 들고나온 야당의 공격에 적극적으로 대처하지 못했다. 웰즐리도 지금의 의회는 전국적으로 전폭적인 지지를 받고 있으며 이것보다 더 우수한 의회를 만드는 것은 불가능하며 다른 사람이 제안한 개혁안에 반대하는 것이 나의 의무라는 실언을 내뱉고 말았다. 웰즐리의 이러한 발언은 토리당 내에서도 반발을 불러일으켰고 2주가 채 지나기 전에 불신임 결의가 통과되어 웰즐리는 물러나야만 했다. 후임 총리로는 휘그당의 제2대 그레이 백작 찰스 그레이가 취임했다.
그레이는 취임 직후 의회 개혁을 공약으로 내걸었고 1831년 3월 1일 존 러셀이 정부를 대표해 개혁법안을 하원에 제출했다. 이 개혁법안의 주요 내용은 작은 자치구 선거구 중 60개를 없애고 47개는 정수를 줄이는 것이었다. 제안된 내용 중 일부의 자치구 선거구가 폐지되자 런던 근교, 대도시, 주 선거구, 스코틀랜드, 아일랜드에 새 선거구를 설치해 의석을 재배분했다. 또한 자치구 선거구의 투표권 자격 규정을 통일·확대하여 유권자 수를 50만 명 가까이 늘렸다.
22일 시행된 법안의 제2독회에서 의장을 포함한 의원 608명이 출석하여 가장 많은 출석률을 기록했다. 그만큼 치열한 표 싸움이 진행됐고 1표 차이로 가까스로 통과되었다. 법률안이 더 이상 진전을 보기 힘들어지자 토리당의 아이작 개스코인은 하원 의석 수를 줄이는 조항에 반대하는 의안을 제출했고 정부의 반대에도 불구하고 8표 차이로 가결되었다. 의회가 갈수록 선거법 개정에 반대하는 분위기가 역력해지자 그레이는 의회를 해산하고 조기 총선을 시행하는 것으로 국민의 뜻을 묻기로 했다.

### 두 번째 개정안
여론은 1831년 영국 총선에서 개혁을 지지하는 휘그당을 선택했다. 토리당은 부패 선거구에서만 승리했을 뿐 유권자 수가 정상적으로 편성된 대부분의 선거구에서 휘그당이 당선됐다. 새 의회가 개원하고 얼마 지나지 않아 휘그당은 개혁법안을 제출했고 7월 제2독회에서 큰 표 차이로 가결됐다. 법안위원회에서 야당의 반대가 있었지만 9월 100표 차이로 가결됐다.
하원과 달리 상원은 여전히 개정법안에 대한 반대가 심했지만 여론을 무시할 수는 없으니 적극적인 반대보다 기권할 것이란 전망이 우세했다. 실제로 토리당 귀족들은 대체로 기권했지만 성직 귀족 26명 중 22명이 표결에 참석해 21명이 반대표를 행사하는 등 의외의 상황이 펼쳐졌고 결국 상원은 41표 차로 개혁법안을 부결했다.
그날 밤 더비에서는 폭동이 일어나고 군중이 교도소를 공격하여 죄수 몇 명이 풀려나는 소동이 발생했다. 노팅엄에서도 폭동에 가담한 군중들이 뉴캐슬 공작이 소유하고 있는 노팅엄성을 방화하고 왈라톤 홀을 공격했다. 브리스틀에선 폭동에 참가한 사람들이 3일간 시청을 장악하고 교도소를 공격하는가 하면 브리스틀 교주궁과 브리스틀 시장 저택 등을 파괴했다. 그 외에도 도싯주, 레스터셔주, 서머싯주에서도 폭동이 일어났다.
한편 그 때까지 별개 단체로 있던 여러 정치 연합이 인민 정치 연합이라는 하나의 단체로 뭉쳤다. 정부는 인민 정치 연합을 위험시하고 1799년 선동 규제법에 근거해 위헌적이며 위법적인 단체로 선언하고 국민들이 인민 정치 연합을 배척하도록 지시했다. 인민 정치 연합은 정부의 선언을 무시했지만 버밍엄 정치 연합은 정부에 협력하는 등 인민 정치 연합의 영향력은 전국적으로 미치지는 못했다.

### 세 번째 개정안

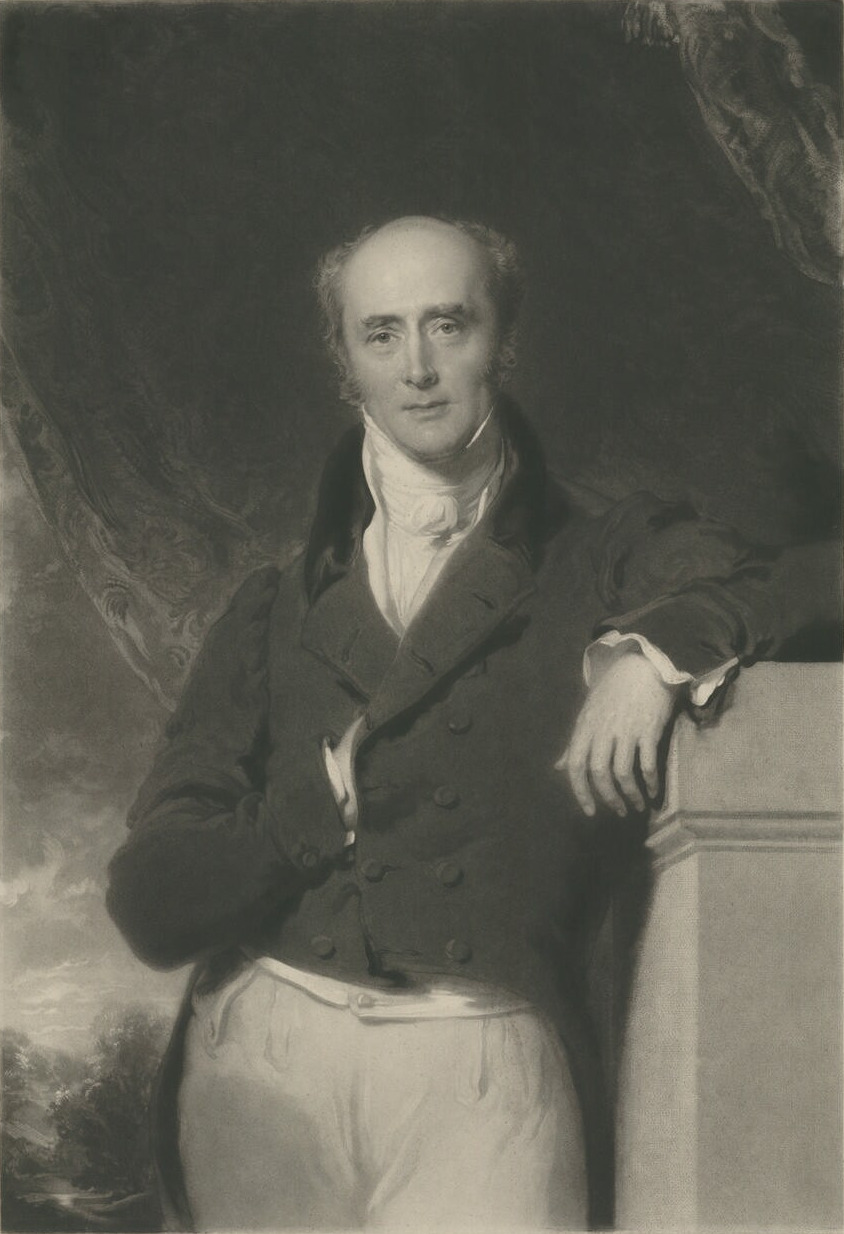
선거법 개정안을 통과시킨 휘그당 대표 그레이 백작. 위 그림은 조지 헤이터가 그린 것이다.

상원이 두 번째 개정안을 부결하자 하원은 내각 신임 결의안을 통과하여 그레이 내각에 대한 지지를 표명했다. 법에 따라 동일 회기 내에서 같은 법률안을 다시 제출할 수 없었으므로 내각은 국왕 윌리엄 4세에게 폐회를 요청했다. 폐회한 의회가 12월 개회하여 새 회기가 시작하자 세 번째 개정안이 제출되었다. 이번 개정안은 이전의 개정안들과 달리 하원 의원 수를 줄이지 않았으며 가장 최근 시행된 인구조사에서 수집한 데이터를 바탕으로 하고 있었다. 1832년 3월 세 번째 개정안은 두 번째 개정안보다 더 압도적인 표 차이로 하원을 통과했고 상원으로 송부됐다.
상원은 여전히 선거법 개정에 부정적이었지만 이 이상 여론을 무시하는 것도 불가능했다. 그래서 노골적인 반대보다는 부패 선거구 폐지를 연기하는 등의 개정안을 제출하여 하원에서 통과한 선거법 개정안을 무효화하고자 했다. 내각은 개혁을 지지하는 귀족을 늘리고자 했지만 이는 국왕대권에 속하는 것이었다. 윌리엄 4세는 내각의 이러한 의견에 부정적이었고 결국 그레이는 사임하고 말았다. 이후 윌리엄 4세는 웰즐리를 다시 총리로 기용했다.
두 차례나 선거법 개정이 무산되고 세 번째 개정안도 상원에서 발목이 잡히자 정정 불안이 심화됐다. 개혁을 지지하는 사람들은 납세 거부나 예금 인출 등의 목소리가 나왔고 런던의 거리 곳곳에서 현수막이 내걸렸다. 그 여파로 잉글랜드 은행이 보유하고 있던 700만 파운드의 금의 1/4에 해당하는 180만 파운드가 인출되었다. 인민 정치 연합 등은 하원에 청원을 제출해 상원이 뜻을 꺾지 않는다면 정부에 운영 자금을 내놓지 마라고 요구했다. 이러한 분위기 속에서 웰즐리는 온건한 내용의 개정안을 통과시키겠다고 약속했지만 하원은 웰즐리를 불신했고 결국 웰즐리는 조각에 실패해 사임해야 했다. 윌리엄 4세도 굴복해 다시 그레이를 불러들였고 휘그당원에게 귀족 작위를 내려주고 상원의원으로 임명하는 것에도 동의했다. 웰즐리는 이를 막기 위해 토리당 상원의원들에게 뜻을 굽힐 것을 요구하며 이 이상 반대할 때 일어날 결과를 언급하며 경고했다. 10여 명이 뜻을 꺾으면서 이후 진행된 상원 표결에서 가까스로 가결될 수 있었고 윌리엄 4세는 새로운 귀족에 대한 서임을 하지 않을 수 있었다.

## 결과

### 선거구 조정

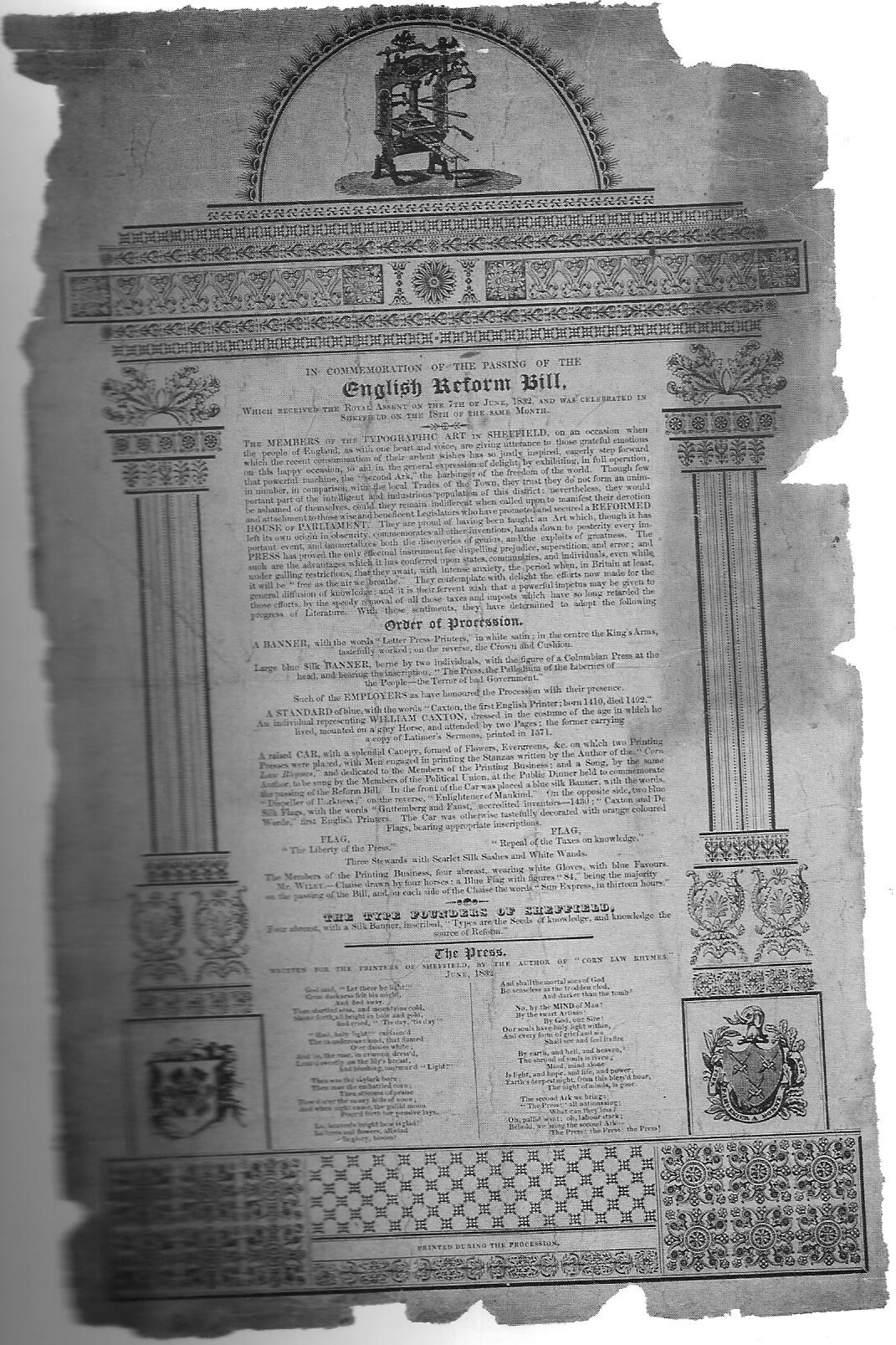
선거법 개정안이 통과된 것을 축하하는 포스터.

개정 선거법의 주요 목적은 지명 선거구의 수를 줄이는 것이었다. 당시 잉글랜드의 자치구 선거구는 203개였는데 세대 수와 세입을 기준으로 가장 작은 56개 선거구가 폐지되었고 그 다음으로 작은 30개 선거구는 의석이 하나씩 줄었다. 또 4인 선거구였던 웨이머스 멜컴리지스 선거구는 2인 선거구가 되어 143개 의석이 줄어들었다.
이와 함께 130개 선거구가 신설됐다. 잉글랜드 26개 주 선거구는 각각 두 개로 쪼개졌고 이는 모두 2인 선거구였다. 또한 잉글랜드 8개 주 선거구와 웨일스 3개 주 선거구는 의석 수가 하나씩 늘었으며 4인 선거구였던 요크셔 선거구는 이스트 라이딩 오브 요크셔 선거구와 노스 라이딩 오브 요크셔 선거구로 나누어지고 각각 2인 선거구로 했다. 도시부에 43개 선거구가 신설됐고 이 중에서 22개는 2인 선거구, 21개는 1인 선거구였다.
결과적으로 주 선거구와 자치구 선거구에서 의석 수가 65개씩 늘어났고 잉글랜드를 대표하는 의원 수가 17명 줄고 웨일스를 대표하는 의원 수가 4명 늘어났다. 이후 선거구의 경계를 조정하기 위해 의회 경계법이 제정되었다.

### 투표권의 확대
선거법 개정에 따라 투표권도 확대됐다. 주 선거구에서는 본래 40실링 이상의 가치가 있는 피심플 혹은 토지를 가진 사람만 투표권을 행사할 수 있었지만 선거법 개정에 따라 등본소유권(Copyhold)에 따른 10파운드 이상의 가치가 있는 토지를 소유한 사람, 60년 이상 장기 임차 계약으로 10파운드 이상의 가치가 있는 토지를 조차하고 있는 사람, 20년 이상 60년 미만 중기 임차 계약으로 50파운드 이상의 가치가 있는 토지를 조차하고 있는 사람, 연 50파운드 이상의 지대를 지불하고 있는 임차 보유 토지 농업자에게도 투표권이 생겼다.
자치구 선거구는 매년 10파운드 이상의 수입을 보장하는 재산을 가진 남성 세대주에게 투표권이 주어졌다. 이를 계기로 자치구 선거구도 투표권 규정이 통일되었고 그 이전의 규정에 따라 투표권을 가진 사람의 투표권은 당해 자치구에 거주하는 사람으로 한정됐다. 일부 자치구 선거구는 자유시민에게 투표권을 부여했는데 이는 해당 자치구에 거주하고 있으며 해당 자치구에서 출생·도제하여 자유시민권을 취득한 사람도 투표권을 인정받았다.
개정 선거법에 따라 각 교회구와 마을에 민생위원(Overseer of the poor)이 관리하는 투표인 등록부 제도가 도입되었고 투표권에 관한 분쟁을 관장하는 특별법원도 설립됐다. 또한 선거구별로 복수의 투표소를 설치하도록 하고 최대 40일까지 가능했던 투표 일수를 최대 2일로 제한했다.

## 영향
선거법 개정 이전에는 투표자 등록 제도가 도입되어 있지 않았고 많은 자치구 선거구에서 무투표 당선이 오랫동안 이어져 왔기에 총 투표자 수를 산정하기가 어렵다. 다만 일반적으로 잉글랜드에서 투표권을 가지고 있던 사람은 40만 명이었던 것이 선거법 개정으로 65만 명까지 늘었다는 연구가 있다.
주요 상공업 도시의 대다수에서 독자적인 자치구 선거구가 만들어졌고 이들 선거구에선 중류층끼리의, 혹은 중류층과 노동자층 사이의 당파 투쟁이 자주 벌어졌다. 또한 투표권을 행사할 때 주민들 사이의 관계나 정당의 지방조직에 의존하는 경향도 많았다. 한편 투표권을 행사하는 사람이 늘면서 많은 사람들이 정치·경제·사회에 관심을 가지게 되었고 각 지역의 지방지가 국정에 관해 보도하기 시작했다.

### 소작인 유권자
폐지되었던 부패 선거구의 대부분은 토리당이 주로 당선되었던 선거구였기에 토리당의 피해가 컸지만 새롭게 투표권이 주어진 연 50파운드 이상의 지대를 지불하는 임차 보유 토지 농업자들의 지지를 토리당이 끌어모으면서 피해를 최소화할 수 있었다. 이는 내각의 반대에도 불구하고 토리당의 요구가 받아들여져 개정된 부분으로 이들 소작인들은 대체로 지주의 의향에 따라 투표하기 때문에 토리당에 대한 지지가 강한 지주층의 표를 늘리는 효과가 있었던 것이다. 이것과 더불어 휘그당이 내부 분열을 겪었던 탓에 1835년과 1837년에 치러진 총선에서 토리당의 후신격인 보수당이 당세를 회복했고 1841년 영국 총선 결과 다시 여당의 지위까지 되찾았다. 이 당시 보수당을 이끌었던 인물이 1841년 총선 이후 총리가 된 로버트 필이다.
현대 학자들의 연구에 의하면 1832년 선거법 개정은 지주층의 이익에 큰 손해를 끼치지 않았다고 한다. 지주층은 지방의 이익만을 고려한 입법을 추진하기 어려워졌지만 하원에서의 주도권은 잃지 않았기 때문이다. 하지만 1867년 선거법 개정 때는 지주층의 권력이 상당한 타격을 받았고 1874년 영국 총선 때 주 선거구에서 지주층이 아닌 소작인의 지지를 받은 인물들이 대거 당선되었다.

### 한계
1832년 당시 10파운드라는 수입은 상당한 거금이었기에 노동자 계급은 사실상 투표권을 부여받지 못했다. 이는 차티스트 운동이 일어나는 계기로 작용하게 됐다.
많은 부패 선거구가 폐지되었지만 토트네스 선거구나 미드허스트 선거구처럼 존속한 경우도 있었다. 또한 유권자를 매수하는 관행도 여전히 횡행하여 제1대 판버러 남작 어스킨 메이는 이를 두고 "많은 표가 창조되는 것으로 많은 표가 팔릴 거란 건 금방 명확해졌다"라고 말했다.
또한 입법 과정에서 정부의 주도하에 귀족 작위를 남발하겠다고 협박한 것을 두고 많은 귀족들이 같은 방식을 쓰면 어떤 입법도 가능해졌다며 탄식했다. 웰즐리도 "이와 같은 계획이 실행 가능하다면 우리 의회, 우리 국가의 헌법은 끝장이다. … 의회에서의 토의는 종말을 고하고 공평하고 정당한 의사 결정 수단은 사라질 것이다"라고 개탄했다. 다만 귀족들의 탄식과 달리 1835년 지방자치체법에서 하원은 상원의 압력에 굴복해 대대적인 개정을 받아들여야 했고 유대인 해방도 없던 일로 해버렸다. 이 외에도 대중의 지지를 얻고 있었음에도 귀족들로 구성된 상원의 반대로 법안이 부결된 사례는 이후에도 많이 나왔다. 이는 이후 1911년 의회법 제정으로 상원의 권한을 줄이고 하원의 권위를 높임으로써 어느 정도 현실화되었다.

### 추가 개혁
1832년 선거법 개정 이후에도 약간씩의 개정이 이루어졌다. 1835년과 1836년에는 투표소의 수를 더 늘렸고 그에 따라 투표일수도 2일에서 1일로 단축했다. 1854년에는 부패행위법 등 선거에 관한 부정행위를 처벌하는 법률을 제정했지만 보수당과 휘그당이 대규모 개혁에 소극적이었기에 큰 효과를 내지 못했다. 또한 이후 양당의 지도자들은 더 이상의 선거 개혁에도 적극적인 모습을 보이지 않았다.
하지만 여론은 유권자 수를 더 늘려야 한다고 목소리를 높였고 이는 차티스트 운동, 보통선거법 실시, 선거구 면적의 균일화, 비밀 선거 등을 지속적으로 요구했다. 보수당과 휘그당은 그러한 여론에 귀 기울이지 않았고 존 러셀 등 선거 개혁에 나선 인물도 있었으나 1850년대까지 의회는 요지부동이었다. 결국 추가 개혁은 1867년 선거법 개정까지 기다려야만 했다.
1832년 선거법 개정에서 해결되지 않은 또 한 가지 문제점은 지방정부였다. 잉글랜드 주의 역사가 워낙 오래됐고 전통과 관습이 계속 이어진 결과 각지에 월경지가 넘쳐났다. 이 문제는 1844년에 주 경계를 조정하면서 대부분 해결되었지만 그 결과 신흥 도시들의 대다수가 둘 이상의 주에 걸쳐 있는 또 다른 문제를 야기했다. 이 문제는 19세기 말에서 20세기 초에 걸쳐 주의 경계를 다시 조정해 나가면서 해소되었다.
1832년에 정리되지 않은 부패 선거구는 1867년에도 여전히 일부가 존속했지만 1948년 국민대표법이 제정되면서 비로소 모두 폐지되었다.

## 평가
1832년 선거법 개정으로 영국은 현대 민주주의가 시작됐다고 평가된다. 20세기 역사학자 G. M. 트리벨리언은 1832년은 영국에서 인민주권이 실질적으로 확립된 분수령이었다고 평가했으며 19세기 헌법학자 어스킨 메이는 중대한 문제는 아직 남아 있다고 하면서도 "선거법 개정 후의 의회는 의심할 여지가 없이 그때까지의 의회와 비교해서 자유주의적이고 진보적인 정책을 채용하고 보다 정력적으로 활동하고 여론의 영향을 더욱 강하게 받고 국민으로부터 깊은 신뢰를 받았다"라고 평가했다.
한편 1867년 선거법 개정, 혹은 그 이후의 개정을 통해 비로소 진정한 민주정이 뿌리내렸다는 평가도 있다. 20세기 역사학자 노먼 게쉬는 "선거법 개정 이후 정계의 상황이 크게 바뀌었다는 기존의 가정은 잘못된 것"이라고 말했다.
선거법 개정이 이루어질 수 있었던 데에는 보다 더 급진적인 개혁의 목소리를 막기 위해서였다는 의혹이 있다. 휘그당의 그레이는 신중한 개혁안이 귀족의 이익을 보호할 것이라 생각했다. 에릭 에반스는 선거법 개정 이후에도 여전히 의회는 귀족들의 지배를 받았지만 헌법 개혁을 위한 한 걸음이 되었다고 평했다. 특히 간접 민주제를 옹호하는 사람들은 이후의 선거법 개정보다 1832년 선거법 개정이 훨씬 더 주효했다고 평가했다.

## 같이 보기
- 1832년 영국 총선
- 영국의 선거법 개정
- 잭슨 민주주의